# Словакия
Слова́кия (словац. Slovensko [ˈslɔʋɛnskɔ], прослушатьо файле), официальное название — Слова́цкая Респу́блика (словац. Slovenská republika [ˈslɔʋenskaː ˈrepublika]) — государство в Центральной Европе. Население составляет 5 449 270 человек (июнь 2025), территория — 48 845 км². Занимает 112-е место в мире по численности населения и 127-е по территории.
Столица и крупнейший город — Братислава, другие крупные города — Кошице, Прешов, Жилина, Нитра и Банска-Бистрица. Государственный язык — словацкий.
Унитарное государство, парламентская республика. Президент — Петер Пеллегрини. Премьер-министр — Роберт Фицо. Подразделяется на 8 краёв.
Расположена в центре Европы. Континентальное государство, не имеющее выхода к морю. Имеет сухопутную границу с Чехией, Австрией, Польшей, Венгрией, Украиной.
Большая часть верующих (около 77 % населения) исповедует католицизм.
Словакия — член НАТО и ЕС. Страна с развивающейся экономикой. Объём ВВП за 2011 год составил 127,111 млрд долларов США (около 23 384 долларов на душу населения). Денежная единица — евро.
Независимость страны провозглашена 1 января 1993 года. На протяжении истории территория страны входила в состав многих держав и государственных образований, начиная от Государства Само в VII веке вплоть до Чехословакии в XX веке. В годы Второй мировой войны существовало зависимое от нацистской Германии словацкое государство, которое в 1945 году вновь стало частью Чехословакии.

## Этимология
Первое письменное упоминание о Словакии относится к 1586 году. Название происходит от чеш. Slováky; предыдущими формами названия были нем. Windischen landen и Windenland (XV век). Самоназвание Slovensko (1791) происходит от более старого этнохоронима словаков — Sloven, что соответствует самоназванию славян в целом и может указывать на его происхождение до XV века. Первоначальное значение было географическим (а не политическим), поскольку Словакия была частью многонационального Королевства Венгрия и не создавала отдельной административной единицы в этот период.

## География

Физическая карта Словакии

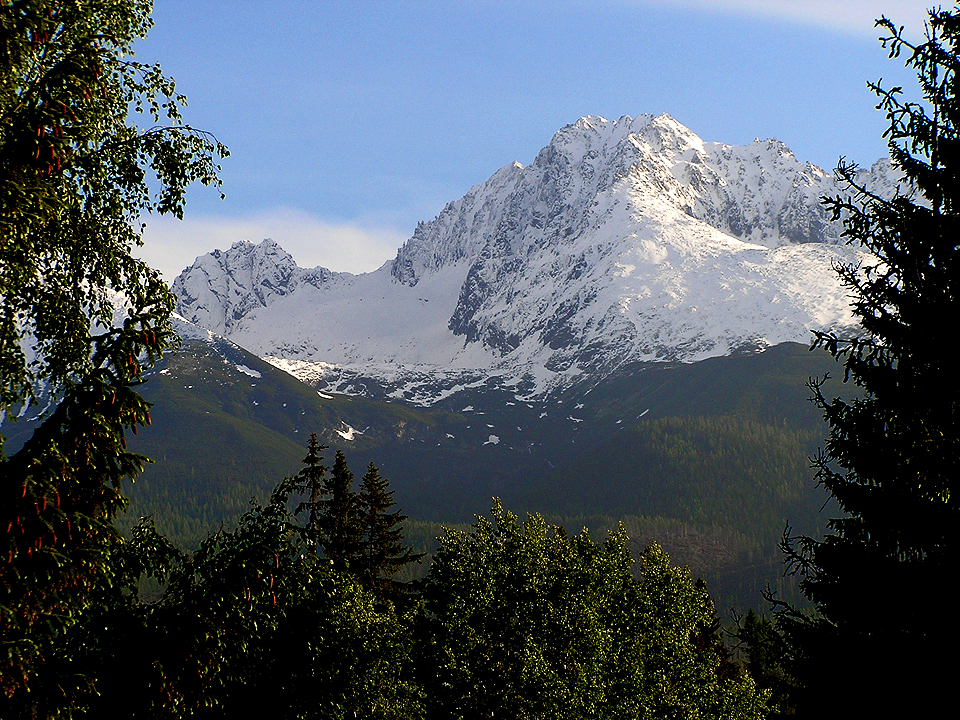
Герлаховский Штит

Словакия окружена с севера и северо-востока горными цепями Западных Карпат. Наибольшей высоты они достигают в Высоких Татрах, где находятся самая высокая точка страны — пик Герлаховски-Штит (2655 м), пики Кривань, Дюмбьер, высота которых превышает 1850 м. К югу от Карпат преобладают возвышенности, разделённые плодородными долинами, по которым в Дунай впадают многочисленные реки. Наиболее крупные из них — Ваг, Нитра и Грон. Ближе к Дунаю в районе Братиславы и Комарно расположена Среднедунайская низменность, являющаяся житницей страны.

### Водные ресурсы
Река Дунай образует юго-западную границу страны. В него впадают многие карпатские реки, текущие в южном направлении. Наиболее крупные из притоков Дуная — Ваг, Нитра и Грон. На востоке карпатские реки, такие, как Лаборец, Ториса и Ондава, относятся к бассейну реки Тисы — крупнейшего притока Дуная.

### Климат
Климат Словакии имеет выраженный континентальный характер. Зима холодная и сухая; лето тёплое и влажное. Наибольшее количество осадков выпадает в горах. Годовые суммы осадков превышают 1000 мм в горах, а на равнинах составляют менее 500 мм в год. В Братиславе средняя температура января −1 °C, июля +21 °C. В горах зимой и летом прохладней.

### Флора и фауна

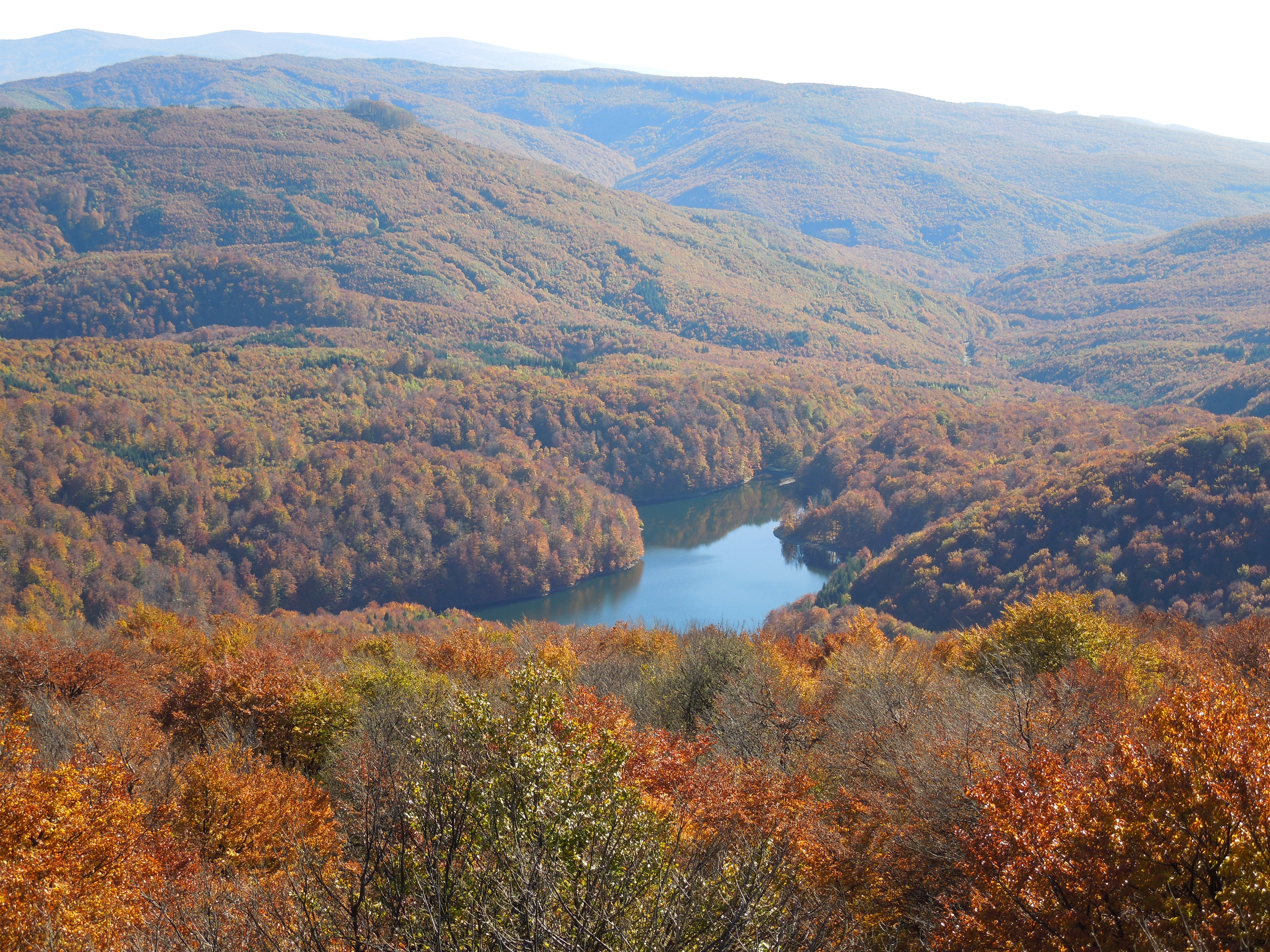
Леса Словакии осенью

Леса занимают почти 40 % территории страны. Южные склоны гор покрыты широколиственными (бук и дуб) или смешанными лесами, в то время как на северных склонах произрастают хвойные леса, состоящие в основном из ели и пихты. В стране преобладают широколиственные породы (53 %), прежде всего бук (31 %) и дуб (10 %), а из хвойных наиболее распространены ель (29 %) и пихта (9 %). Выше в горах расположены альпийские луга.
В горных лесах Словакии водятся олени, рыси, волки и медведи, а из мелких животных — лисы, белки, ласки.

### Национальные парки

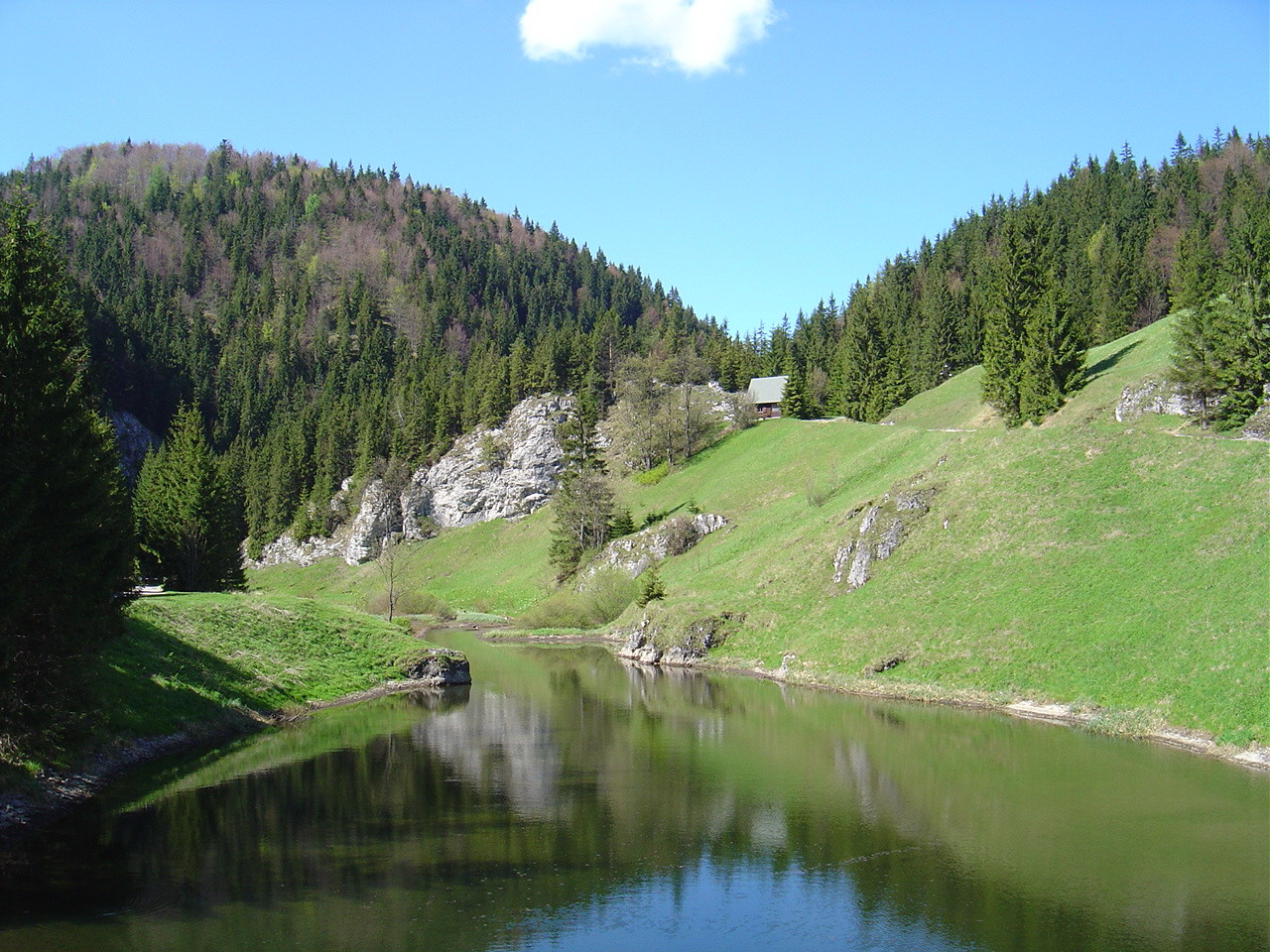
Национальный парк Словацкий рай

Национальные парки являются лишь частью системы природоохранных территорий и объектов, которая управляется министерством охраны окружающей среды. С 1949 по 2002 год были созданы девять национальных парков:
- Велька Фатра,
- Мала Фатра,
- Муранска Планина,
- Низкие Татры,
- Пьенины,
- Полонины,
- Словацкий Карст,
- Словацкий рай,
- Татры.

### Минеральные ресурсы

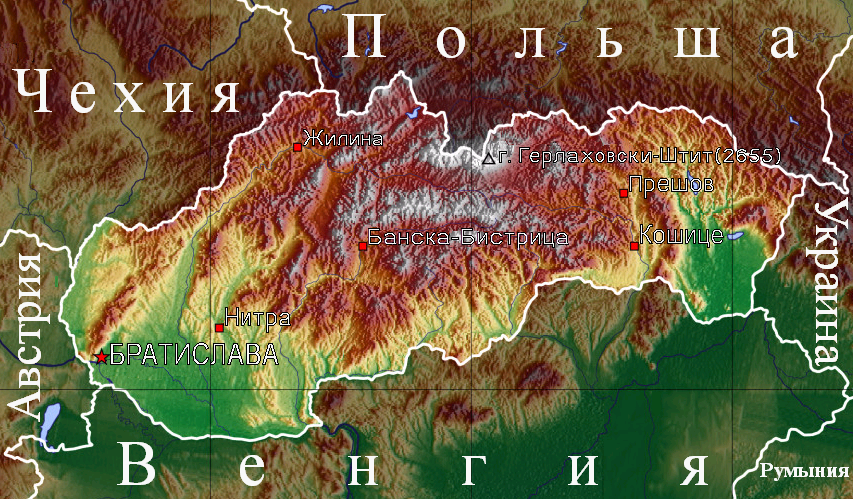
Рельеф Словакии

В Словакии добываются нефть, природный газ и бурый уголь, которые идут на нужды экономики. Нефть покрывает 1 % внутренних потребностей энергетики, газ — 3 %, а бурый уголь — порядка 80 %. Остальное компенсирует импорт из Чехии. В стране имеются запасы урана, каменного угля и сланцевого газа, однако в настоящее время их разработка не ведётся по причине высокой себестоимости. Страна имеет большие запасы нерудных материалов. В частности, активно ведётся добыча магнезита, который идёт на экспорт и составляет около 6 % от мировой добычи. В прошлом в Словакии добывалось значительное количество золота, серебра и т. д. В настоящее время драгоценные металлы добываются в незначительных количествах в районе Ходруша-Хомре.

## История

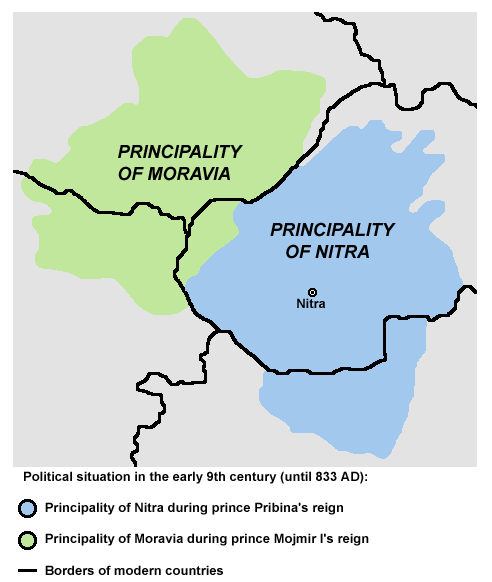
Нитранское княжество предков словаков, существовавшее в IX веке

Славяне заселили территорию Словакии в VI веке, во время Великого переселения народов. Словакия была частью центра державы Само в VII веке, позднее на её территории располагалось Нитранское княжество. Наивысшего развития славянское государство, известное как Великая Моравия, достигло в IX веке с приходом Кирилла и Мефодия и экспансией под предводительством князя Святополка I. В конечном итоге Словакия стала частью королевства Венгрия в XI—XIV веках, а затем позднее находилась в составе Австро-Венгрии вплоть до её распада в 1918 году. В этом же году Словакия объединилась с Чехией и Подкарпатской Русью и было образовано государство Чехословакия.
В 1919 году в ходе похода на север Венгерской Красной Армии на некоторое время на части территории Словакии была образована Словацкая Советская Республика.
Вследствие распада Чехословакии после Мюнхенского соглашения 1938 года Словакия стала отдельной республикой, которая контролировалась нацистской Германией. 29 августа 1944 года началось Словацкое национальное восстание, которое через два месяца было подавлено.
После Второй мировой войны Чехословакия была восстановлена, вступила в Организацию Варшавского договора (ОВД) и стала частью Восточного блока с 1945 года.
В то же время в Словакии были сохранены возникшие в ходе войны органы национального самоуправления словаков — Словацкий национальный совет и национальные комитеты на местах — в то время как чехи таких органов не имели (т. н. асимметричное национально-государственное устройство). Затем, в октябре 1968 года был принят Конституционный закон о Федерации, вступивший в силу 1 января 1969 года, согласно которому ЧССР (Чехословацкая Социалистическая Республика — так с 1960 года официально называлась Чехословакия) была разделена, подобно СССР и СФРЮ (Социалистическая Федеративная Республика Югославия), на две составляющие федерацию республики — Чешскую и Словацкую социалистические республики.
Конец социалистической Чехословакии в 1989 году во время мирной Бархатной революции означал также конец Чехословакии как целого государства и привёл к созданию в марте 1990 года Чешской и Словацкой Федеративной Республики, а затем, с 1 января 1993 года, после вступления в силу всех положений конституции Словакии и двух отдельных государств — Словакии и Чехии («бархатный развод»). Словакия стала членом НАТО 29 марта 2004 года, Евросоюза 1 мая 2004 года, 21 декабря 2007 года вошла в Шенгенскую зону, а 1 января 2009 года вошла в Еврозону.

## Государственное устройство
Главой государства в Словакии является президент, избираемый всеобщим прямым голосованием на 5-летний срок.
Большая часть исполнительной власти возложена на главу правительства, премьер-министра, который обычно является лидером партии или коалиции, получившей большинство на выборах в парламент и назначается президентом. Исполнительный орган — Правительство Словацкой Республики.
Оставшаяся часть кабинета назначается президентом по рекомендации премьер-министра.

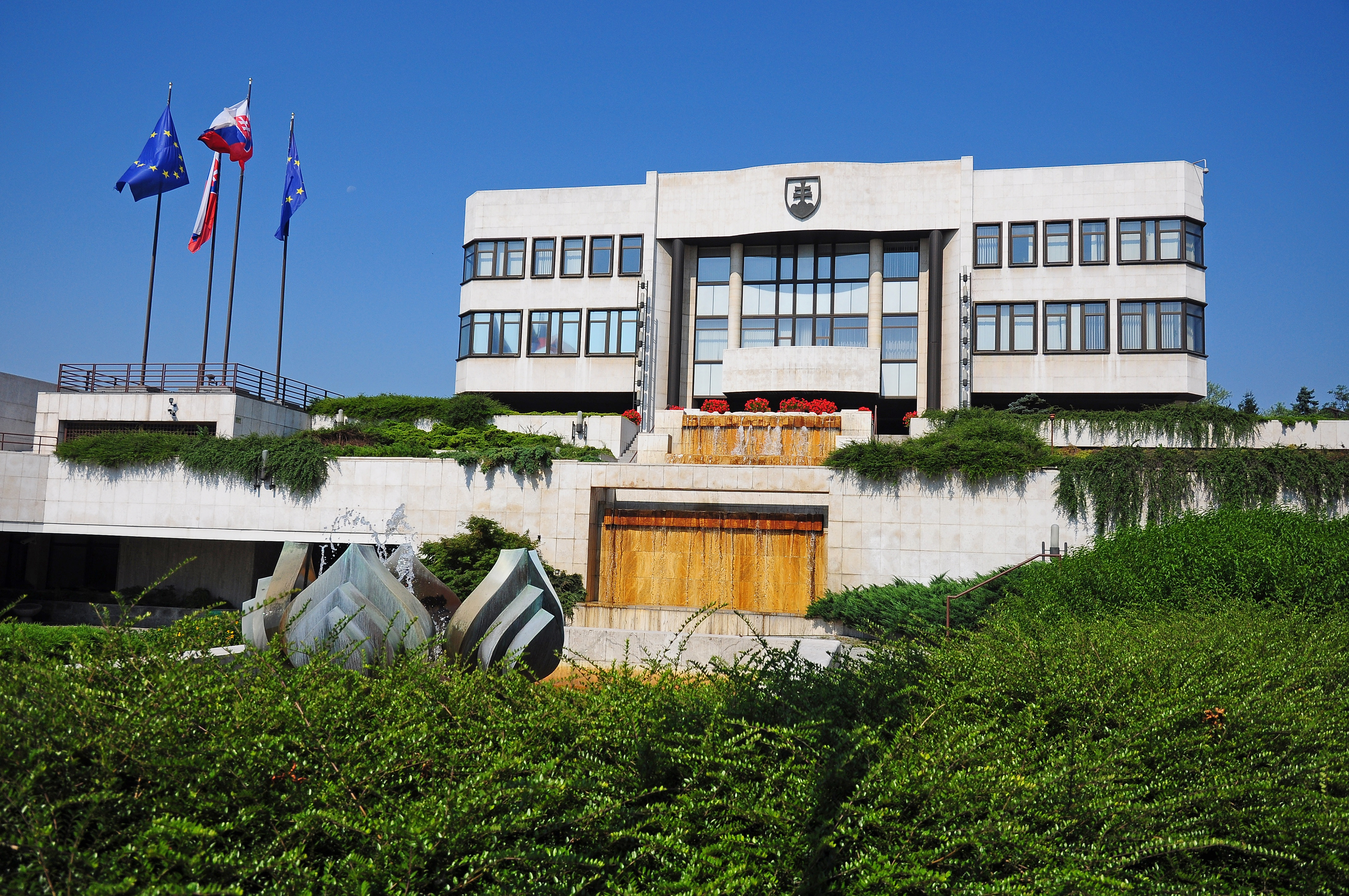
Здание Национального совета Словацкой Республики

Высшим законодательным органом Словакии является 150-местный однопалатный Национальный Совет Словацкой Республики. Делегаты избираются на 4-летний срок на базе пропорционального представительства в едином избирательном округе.
Парламент может отправить президента в отставку, если за это проголосуют три пятых от всего числа депутатов. Президент может распустить парламент, если он трижды в течение месяца после выборов не одобрит программное заявление правительства.
Орган конституционного надзора — Конституционный суд, которому подведомственны вопросы конституции. 13 судей этого суда утверждаются президентом из вдвое большего числа кандидатур, предложенных парламентом. Высшая судебная инстанция — Верховный суд, суды первой инстанции — краевые суды, низшее звено судебной системы — окружные суды.

### Политические партии

#### Правые
- Словацкая национальная партия — националистическая, правопопулистская
- Народная партия — наша Словакия — ультраправая

#### Правоцентристы
- Словакия — консервативная
- Словацкий демократический и христианский союз — Демократическая партия — консервативная
- Христианско-демократическое движение — консервативная
- Новое большинство — консервативная
- Свобода и солидарность (партия) — либерально-консервативная

#### Центристы
- Народная партия — Движение за демократическую Словакию — популистская

#### Левоцентристы
- «Прогрессивная Словакия» — социал-либеральная.
- «Голос — социальная демократия» — социал-демократическая.

#### Левые
- Курс — социальная демократия — социал-демократическая
- Коммунистическая партия Словакии — коммунистическая
- 99% — гражданский голос — левопопулистская

#### Вне спектра
- Партия венгерской коалиции — венгерская национальная

### Профсоюзы
Крупнейший профцентр — Конфедерация профсоюзов Словацкой Республики.

## Административное деление

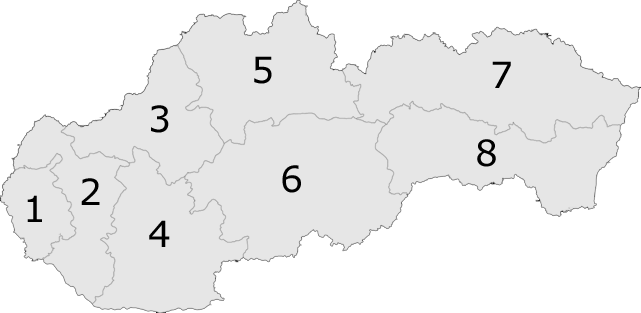
Административное деление Словакии

Словакия делится на 8 краёв (NUTS-3 единицы). В 2002 году каждый край получил некоторую автономию.
1. Братиславский край,
2. Трнавский край,
3. Тренчинский край,
4. Нитранский край,
5. Жилинский край,
6. Банскобистрицкий край,
7. Прешовский край,
8. Кошицкий край.

Края делятся на несколько районов. Всего в Словакии 79 районов (на январь 2022 г.).

## Экономика

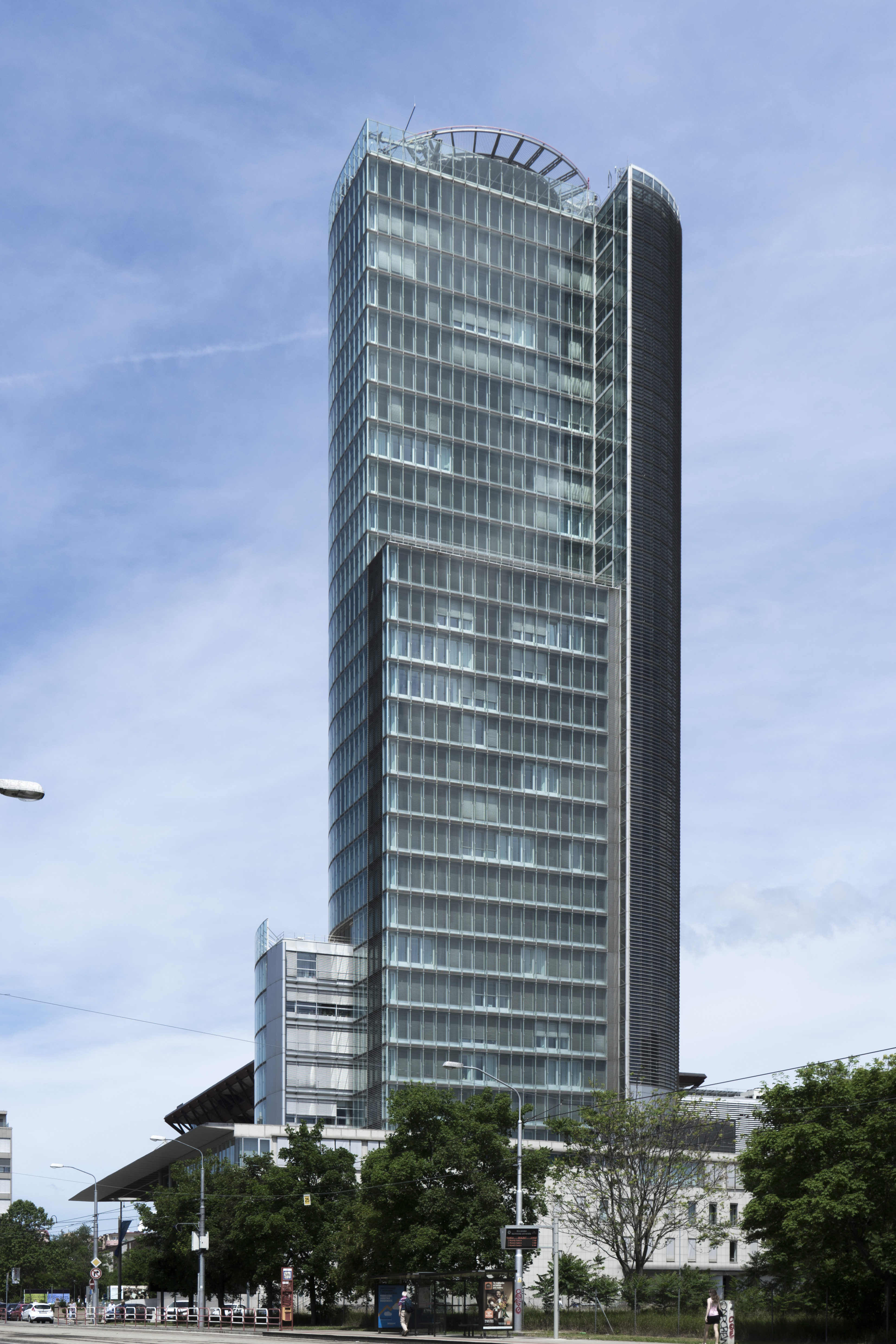
Национальный банк Словакии в Братиславе.

Словакия — развитая индустриально-аграрная страна. Сравнительно развитое многоотраслевое сельское хозяйство основывается на современной материально-технической базе и инфраструктуре.
Средняя заработная плата в 2017 году составляла 925 евро в месяц. В Братиславском крае средняя заработная плата на 2017 год составляла 1527 евро в месяц. По состоянию на февраль 2018 года уровень безработицы составлял 5,88 %. С 1 января 2019 года минимальный размер оплаты труда составляет 520 евро (брутто) и 430,35 евро (нетто). Индекс Кейтца (соотношение между минимальной и средней заработной платы в стране) в Словакии по состоянию на 2019 год (средняя 1106 евро и минимальная 520 евро) составляет около 47 %. С 1 января 2020 года минимальный размер оплаты труда составляет 580 евро (брутто) и 476,74 евро (нетто). С 1 января 2021 года минимальный размер оплаты труда составляет 623 евро (брутто) и 508,44 евро (нетто). Индекс Кейтца по прогнозам составит 57 %. Из-за того, что в 2021 году встреча представителей Экономического и Социального Совета Словацкой Республики не принесла результата в виде соглашения о размере минимальной заработной платы на 2022 год. Будет применена формула согласно действующему Закону о минимальной заработной плате. Её размер будет соответствовать 57 % (Индекс Кейтца) среднемесячной заработной плате в стране два года назад. С 1 января 2022 года минимальный размер оплаты труда составляет 646 евро (брутто) и 525,66 евро (нетто). С 1 января 2023 года минимальный размер оплаты труда составляет 700 евро (брутто) и 568,97 евро (нетто). С 1 января 2024 года минимальный размер оплаты труда составляет 750 евро (брутто) и 615,50 евро (нетто). С 1 января 2025 года минимальный размер оплаты труда составляет 816 евро (брутто) и 663,5 евро (нетто).
Преимущества: рост производства, особенно в районе Братиславы.

### Туризм
Словакия обладает значительным туристическим потенциалом. Её природа, горы, пещеры, лыжные курорты, замки и города привлекают множество туристов. В 2006 году страну посетили около 1,6 млн туристов, а самыми популярными местами стали Братислава и Высокие Татры. Большинство туристов были из Чехии (26 %), затем из Польши (15 %) и Германии (11 %). Многие граждане страны ездят за границу. Например, в 2012 году выездной турпоток составил 3017 тыс. человек.

### Автомобильная промышленность
К моменту распада Чехословакии в начале 1990-х годов на территории Словакии не было производства автомобилей. В Братиславе существовал лишь Братиславский автозавод, выпускавший комплектующие для чешских автомобилей Шкода. В конце 1990-х и начале 2000-х годов, благодаря политике привлечения инвестиций, началось строительство крупными иностранными ТНК автомобильных заводов на территории страны. Были построены заводы компаний Volkswagen в Братиславе (на территории корпусов Братиславского автозавода), Peugeot в Трнаве и Kia Motors в Жилине. Согласно данным OICA в 2000 году в Словакии было произведено 182 тыс. автомобилей. В 2005 году в Словакии было произведено 218 тыс. автомобилей. К 2010 году, с вводом заводов на полную мощность, производство автомобилей возросло до 557 тысяч штук. Словакия стала мировым лидером по производству автомобилей на душу населения, при населении страны в 5,4 миллиона человек в 2011 году было произведено почти 640 тысяч автомобилей, основная часть которых была экспортирована в другие страны Европы (доля автомобилей в экспорте страны превысила 25 %).

### Внешняя торговля
Внешняя торговля республики ориентирована на страны ЕС. Основными торговыми партнёрами по экспорту в 2017 году выступили: Германия 20,7 %, Чехия 11,6 %, Польша 7,7 %, Франция 6,3 %, Италия 6,1 %, Великобритания 6 %, Венгрия 6 %, Австрия 6 %; общий объём экспорта составил 80,57 млрд долларов, а основными позициями были транспортные средства и запасные части 27 %, оборудование и электротехнические товары 20 %, металлургические машины, печи и аналогичная оснастка 12 %, железо и сталь 4 %. Основными торговыми партнёрами по импорту в 2017 году выступили: Германия 19,1 %, Чехия 16,3 %, Австрия 10,3 %, Польша 6,5 %, Венгрия 6,4 %, Южная Корея 4,5 %, Россия 4,5 %; общий объём импорта составил 77,96 млрд долларов, а основными позициями были машины и оборудование 20 %, транспортные средства и комплектующие 14 %, энергетическое оборудование 12 %, топливо 9 %.

## Население

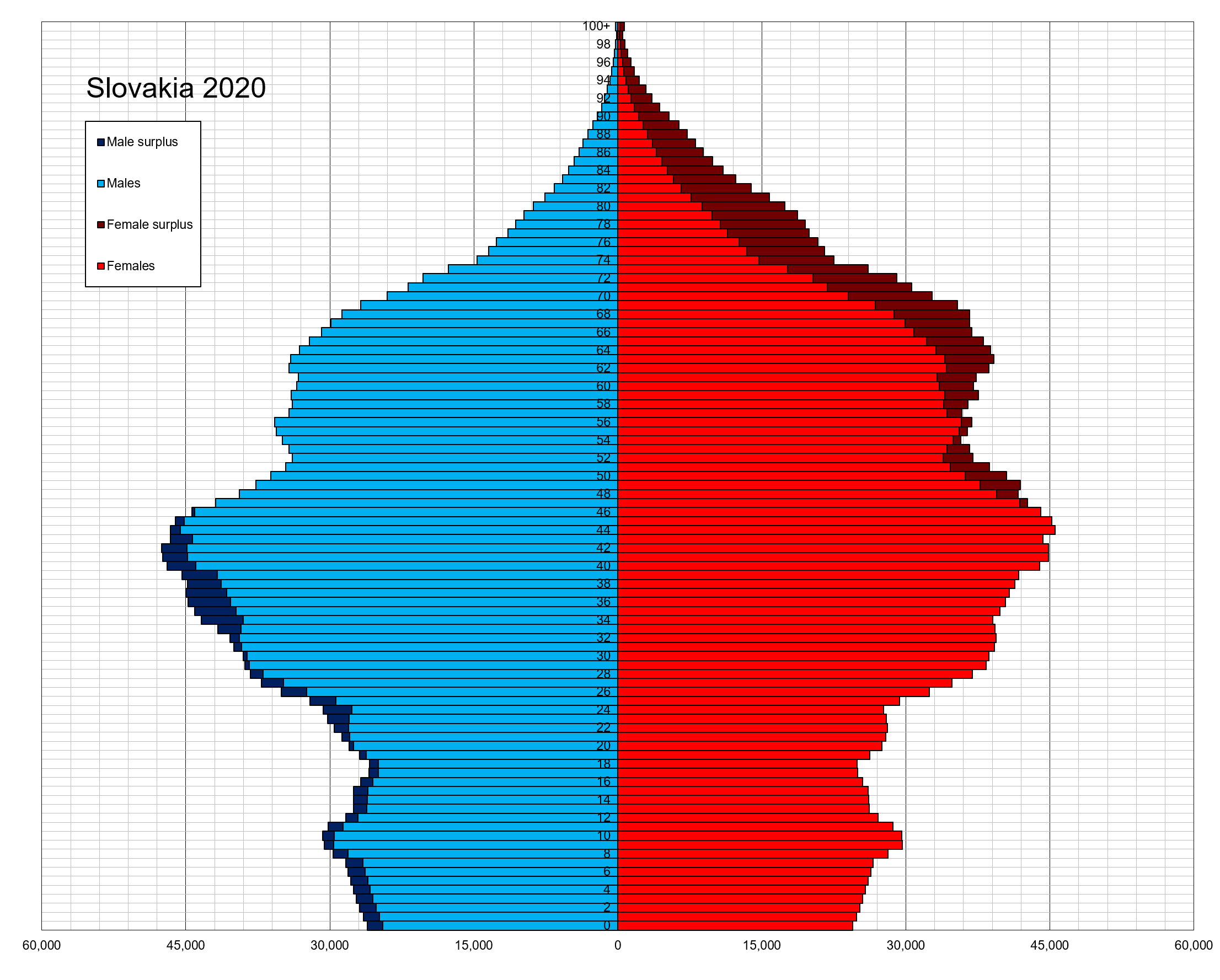
Возрастно-половая пирамида населения Словакии на 2020 год

### Численность, расселение
Численность населения Словакии на 2024 год — 5 419 451 человек. Оно расселено довольно равномерно по территории страны. Наблюдается большая плотность населения на юго-западе вследствие того, что в той местности рельеф более пригодный к ведению сельского хозяйства.
| Год:                | 1994      | 2004      | 2014      | 2024      |
| ------------------- | --------- | --------- | --------- | --------- |
| Количество человек: | 5 356 207 | 5 384 822 | 5 421 349 | 5 419 451 |
| Разница:            |           | +0,53 %   | +0,67 %   | −0,03 %   |

### Народы Словакии

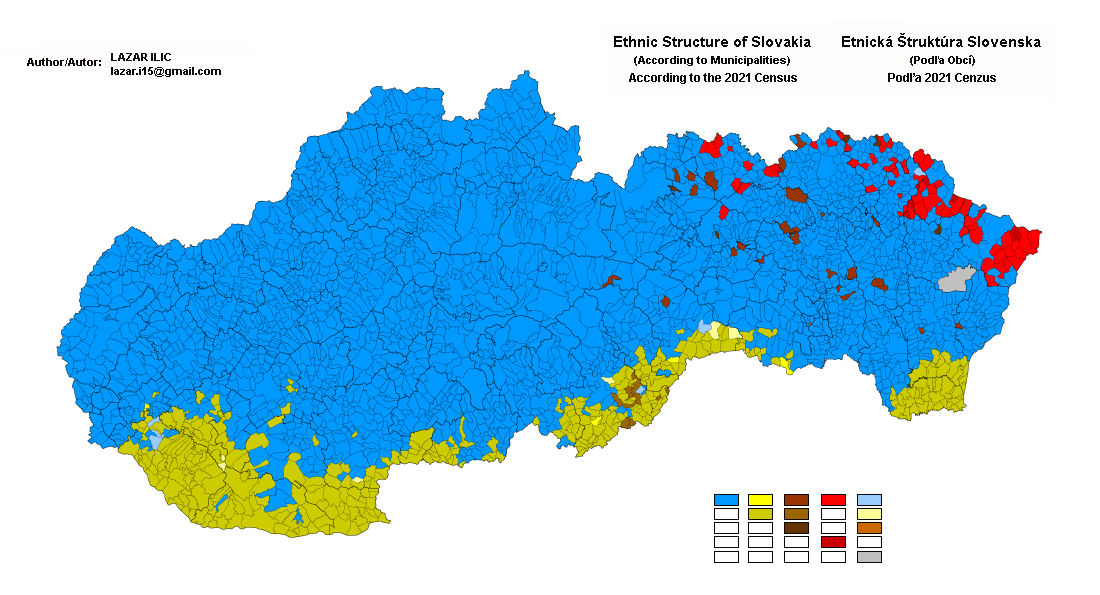
Этнический состав муниципалитетов и городов Словакии по переписи населения 2021 года

Большинство жителей Словакии — этнические словаки (85,8 % согласно переписи 2001 года). Венгры — крупнейшее национальное меньшинство (9,7 %), проживают в основном в южных и восточных районах страны. Другие этнические группы включают цыган, чехов, русин, украинцев, немцев, моравов, поляков и итальянцев.

### Религия
[[Файл:N%C3%A1bo%C5%BEensk%C3%A9_zlo%C5%BEenie_obc%C3%AD_2021.png|thumb|300px|{{легенда|#FFD700|Религиозный состав муниципалитетов Словакии по переписи населения 2021 года]]

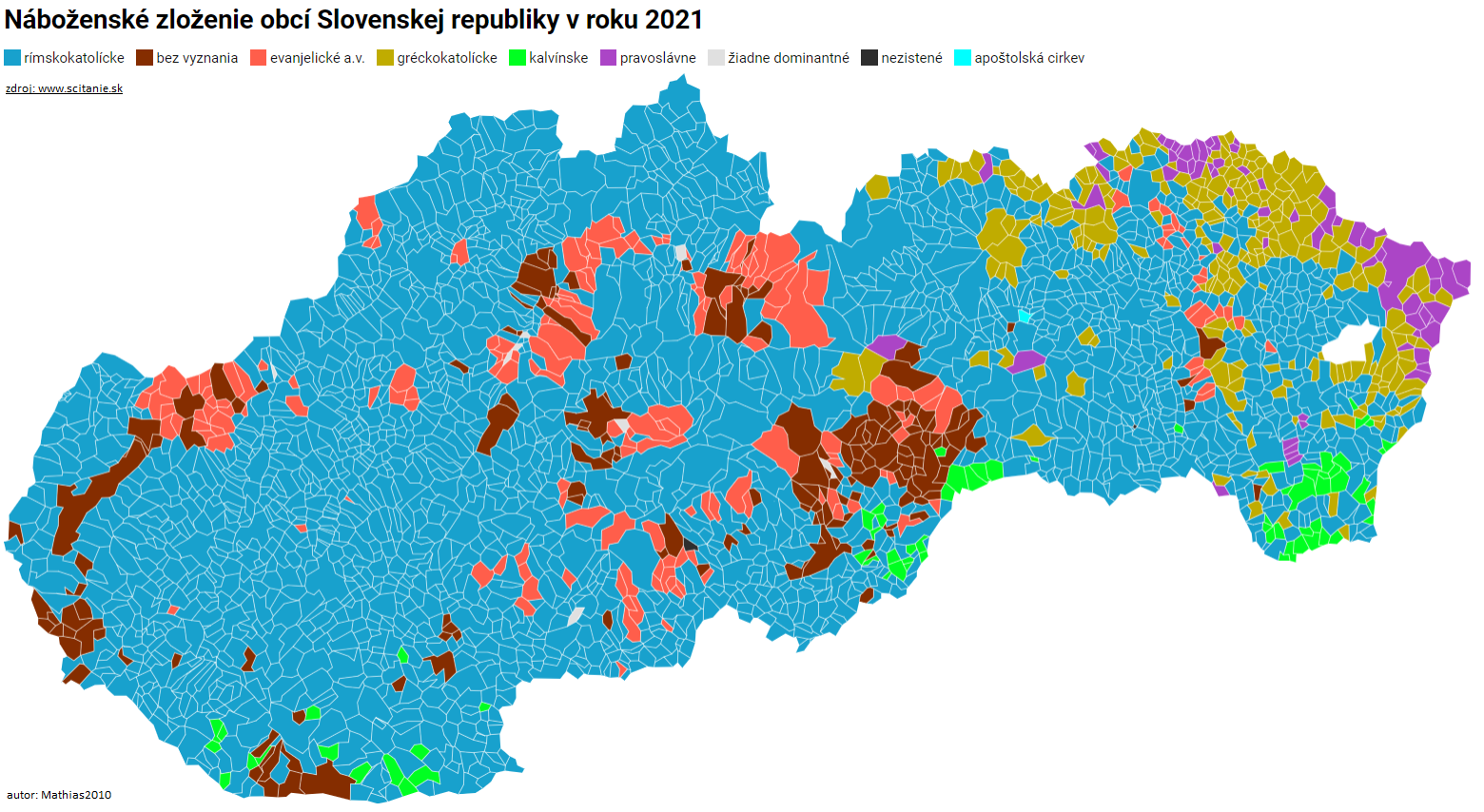
легенда|#FFD700|Религиозный состав муниципалитетов Словакии по переписи населения 2021 года

В целом Словакия является довольно религиозной страной, особенно по сравнению с соседней Чехией. Словацкая конституция гарантирует свободу вероисповедания. Большинство граждан Словакии (69 %) — католики; вторая по величине группа — протестанты (11 %, лютеране (главным образом словаки) и реформаты (главным образом венгры)), грекокатолики (4 %) и православные (1 %).

### Языки
Официальный государственный язык — словацкий, принадлежащий к группе славянских языков. Венгерский язык имеет равное употребление в южной Словакии, по законодательству Словакии он может употребляться как официальный наряду со словацким в тех регионах, где словацкие венгры составляют свыше 21,7 % населения.
Родным языком большинства жителей Словакии является словацкий язык: 78,6 % жителей (4 240 453 человека), согласно переписи населения 2011 года. Венгерский язык назвали своим родным 9,4 % населения (508 714 человек). Цыганский — родной для 2,3 % населения (122 518 человек). Русинский язык на четвёртом месте по количеству назвавших его своим родным языком — 1 % населения (55 469 человек). Остальные языки набрали менее 1 %.

## Культура

### Спорт
В 1938 году был основан Словацкий футбольный союз.

## Вооружённые силы
Вооружённые силы Словакии состоят из сухопутных войск и военно-воздушных сил, войск противовоздушной обороны, пограничных войск и войск гражданской обороны. Численность армии составляет 14 000 солдат и офицеров. В 2004 году Словакия стала членом НАТО. С 1 августа 2005 года отменена всеобщая воинская обязанность, состоялся переход к профессиональной армии. Словакия принимает участие в миротворческих миссиях ООН в Афганистане, Боснии и Герцеговине и Косове и Метохии.

## Государственные праздники
- 1 января — День образования Словацкой Республики,
- 8 мая — День победы над нацизмом,
- 5 июля — День Святых Равноапостольных братьев Кирилла и Мефодия,
- 29 августа — День Словацкого национального восстания,
- 1 сентября — День Конституции Словацкой Республики,
- 17 ноября — День борьбы против тоталитаризма,
- 25 декабря — Рождество,
- Весной государственным праздником объявляется Пасха, дата которой определяется каждый год в соответствии с католическими традициями.